# Columba (constelação)
Columba (Col), a Pomba, é uma constelação do hemisfério celestial sul. O genitivo, usado para formar nomes de estrelas, é Columbae.
As constelações vizinhas são Canis Major, Lepus, Caelum, Pictor e Puppis. Sua estrela mais brilhante (estrela alfa) é a Phact.

## Histórico
A constelação columba foi criada pelo astrônomo holandês Petrus Plancius em 1592 para separar as estrelas que não se agrupavam com a grande constelação de Canis Major. Planicius apresentou Columba pela primeira vez no pequeno planisfério celeste de seu grande mapa mural de 1592. Também a mostrou em seu pequeno mapa-mundi de 1594 e em globos celestes holandeses anteriores.
Planicius originalmente nomeou a constelação Columba Noachi ("a pomba de Noé"), referindo-se a pomba que deu a notícia para Noé de que dilúvio havia terminado. Este nome é encontrado em globos celestes do século XVII e atlas estelares como o Uranometria de Johann Bayer em 1603. Columba também pode representar a pomba que Jasão e os Argonautas ao adentrar o Mar Negro; ajudando-os a navegar pelos Simplégades.
Embora Planicius é creditado com a criação de Columba, a existência da constelação de uma pomba foi registrada por Clemente de Alexandria, embora não se saiba se contemplava o mesmo grupo de estrelas. Dada a ligação mitológica de Columba com Jasão e os Argonautas e a localização celeste de Columba sobre Puppis, antes parte da grande constelação conhecida como Argo Navis (o navio dos Argonautas), colabora com uma antiga aquisição da constelação apesar da notável omissão de Ptolomeu.